# Chris Wood (labdarúgó, 1991)
Christopher Grant Wood (Auckland, 1991. december 7. –) új-zélandi válogatott labdarúgó, a Nottingham Forest játékosa.
A Burnley és a Nottingham Forest történetének legsikeresebb gólszerzője a Premier League-ben.

## Sikerei, díjai

### Klub
- Brighton & Hove Albion
  - Angol harmadosztály bajnoka: 2010–11
- Leicester City
  - Angol másodosztály bajnoka: 2013–14

### Válogatott
- Új-Zéland
  - OFC-nemzetek kupája: 2016

### Egyéni
- Premier League – A hónap játékosa: 2024. október[3]
- EFL Championship – Gólkirály: 2016–17